# Szén-trioxid
A szén-trioxid (CO3) egy instabil szén-oxid. Elméleti módszerekkel főleg három izomerjét – Cs, D3h és C2v – tanulmányozták, és kimutatták, hogy a C2v a molekula alapállapota.
Szén-trioxid előállítható például úgy, hogy negatív koronakisülésben reagáltatnak szén-dioxidot (CO2) és molekuláris oxigénből a plazma szabad elektronjai hatására keletkező atomos oxigént (O):
{\displaystyle {\ce {CO2 + O ->CO3}}}
Másik módszer az előállítására a folyékony szén-dioxidban vagy szén-dioxid és kén-hexafluorid keverékében oldott ózon (O3) 253,7 nm-es fény hatására végbemenő fotolízise. A szén-trioxid kevesebb mint egy percig létezik, szén-dioxidra és oxigénre (O2) bomlik:
{\displaystyle {\ce {6 CO2 + 2 O3 <=> 6 CO3}}}
A szén-trioxidot elő lehet állítani ózon és szárazjég (szilárd szén-dioxid) reakciójával, de létezését kimutatták szén-monoxid és molekuláris oxigén (O2) reakciójában is.
A c2v izomer szén-monoxid és oxigén egyesülésével is keletkezhet:[forrás?]
CO + O2 = CO3

## Fordítás
Ez a szócikk részben vagy egészben  a   Carbon trioxide című angol Wikipédia-szócikk ezen változatának fordításán alapul.  Az eredeti cikk szerkesztőit annak laptörténete sorolja fel. Ez a jelzés csupán a megfogalmazás eredetét és a szerzői jogokat jelzi, nem szolgál a cikkben szereplő információk forrásmegjelöléseként.